# 马克西姆·雷利斯基
马克西姆·塔代約维奇·雷利斯基（羅馬化：Maksym Tadeiovych Rylskyi；1895年3月7日（19日）—1964年7月24日），苏联烏克蘭裔诗人、翻译、文学评论家、社会活动家，新古典主义派，曾担任烏克蘭作家協會主席。

## 作品
- 《穿过风雪》
- 《第十三个春天》
- 《祖国母亲颂》
- 《朝霞》
- 《锃亮的武器》
- 《玫瑰与葡萄》
- 《遥远的天际》
- 《鹤群》
- 《在云雀的影子下》
- 《冬日诗抄》
- 《为人论人》
- 《夜话》
- 《冬日纪事》